# Phare de Prospect Harbor
Le phare de Prospect Harbor (en anglais : Prospect Harbor Point Light) est un phare actif situé à Prospect Harbor (en), dans le Comté de Hancock (État du Maine).
Il est inscrit au Registre national des lieux historiques depuis le 14 mars 1988 .

## Histoire
Le premier phare de Prospect Harbour Point a été mis en service en 1850. Sa construction fut autorisée par le Congrès en 1847 et mis en service en 1850. À cette époque, Prospect Harbor abritait une importante flotte de pêche. C'était une tour construite en moellons. La lumière a été désactivée en 1859, après que le United States Lighthouse Board ait déclaré ne plus en avoir besoin, car le port n’était pas utilisé comme abri pendant les tempêtes. Il fut réactivé en 1870.
La structure actuelle a été reconstruite en 1891. La tour, une structure à ossature bois, et la maison du gardien datent de cette époque. La tour est coiffée d'une lanterne surmontée d'un toit polygonal et entourée d'une passerelle en fer munie d'une balustrade. La porte est du côté nord et il y a une fenêtre du côté ouest. Une fois construit, un passage couvert a rejoint la tour à la maison du gardien, mais celle-ci a été enlevé. La maison du gardien est composée d'une structure à ossature de bois sur deux étages, recouverte de bardeaux à l'étage supérieur et de bardeaux de bois au premier étage. Le bâtiment à carburant a été ajouté en 1905. La lumière a été automatisée en 1934, mais les gardiens sont restés sur place jusqu'en 1951, date à laquelle la lentille de Fresnel a été retirée et remplacée par une optique moderne. La station a subi un travail de restauration majeur au début des années 2000.

## Description
Le phare  est une tour cylindrique en bois, avec une galerie et une lanterne de 11,5 m. La tour est peinte en blanc et la lanterne est noire. Il émet, à une hauteur focale de 13 m, un éclat rouge de 0.6 seconde par période de 6 secondes, avec deux secteurs blancs. Sa portée est de 7 milles nautiques (environ 13 km) pour le feu rouge et 9 milles nautiques (environ 1 km) pour le feu à secteurs.

## Caractéristiques dufeu maritime
Fréquence : 6 secondes (R)
- Lumière : 0.6 seconde
- Obscurité : 5.4 secondes

Identifiant : ARLHS : USA-674 ; USCG : 1-1785 - Amirauté : J0038 .
|          |
| Le phare |

|                  |
| Le phare en 1850 |

### Lien connexe
- Liste des phares du Maine